# Шабесгой
Шабесгой (на идиш: שבת-גױ ша́бес-гой – шабес гой) е неевреин, нает от религиозни евреи за работа през или на шабата, тъй като ортодоксалните евреи не могат според юдейския религиозен канон да вършат каквато ѝ да е деятелност на този ден, и следва само да си почиват.
Терминът е източноевропейски и по-точно ашкеназки, като е свързан с традицията от местечките. В съвременен смисъл от средата на XIX век, т.е. в епохата на антисемитизма, значението на израза „шабесгой“ е за назоваването на онези неевреи, т.е. нечленове на еврейската общност, които служат на еврейските интереси или се отнасят благосклонно към евреите, юдаизма или Израел.